# Nowy cmentarz żydowski w Wojsławicach
Nowy cmentarz żydowski w Wojsławicach – kirkut społeczności żydowskiej niegdyś zamieszkującej Wojsławice. Nie wiadomo kiedy dokładnie powstał, być może miało to miejsce w XIX wieku. Ma powierzchnię 0,62 ha. Znajdował się przy ul. Grabowieckiej. Został zniszczony podczas II wojny światowej. Zachowały się fragmenty 2 rozbitych nagrobków.